# Список почесних докторів НаУКМА

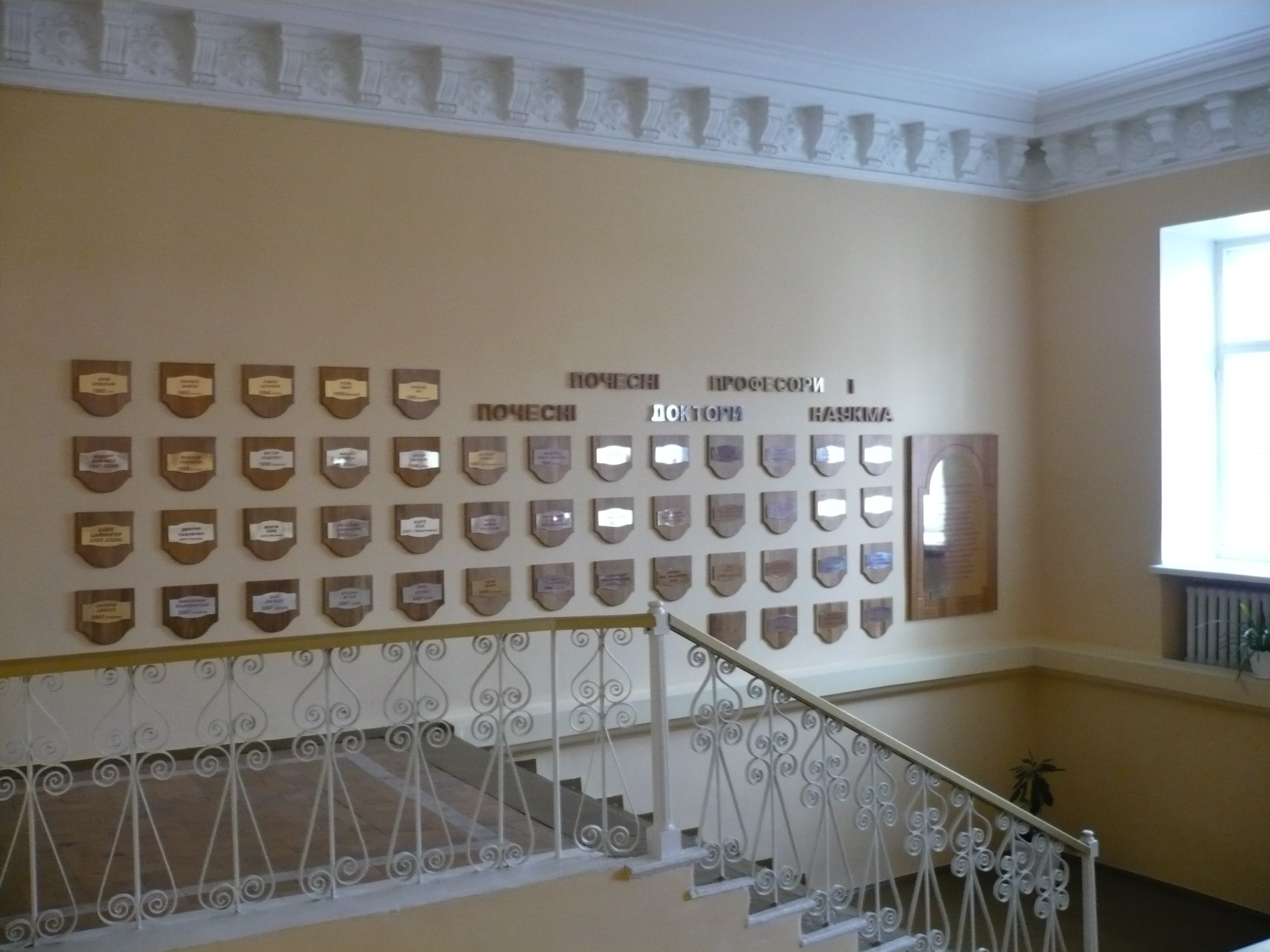
Таблички з іменами почесних докторів та професорів у НаУКМА.

| Ім'я                      | Країна          | Рік надання докторату |
| ------------------------- | --------------- | --------------------- |
| Кравець Микола            | Україна         | 1996                  |
| Пинзеник Віктор           | Україна         | 1996                  |
| Ющенко Віктор             | Україна         | 1996                  |
| Рамон Шуламіт             | Велика Британія | 1997                  |
| Родрігес Фернанда         | Португалія      | 1997                  |
| Кемпбел Роберт            | США             | 1997                  |
| Сараґоса Федеріко Майор   | Іспанія         | 1997                  |
| Ахтісаарі Мартті          | Фінляндія       | 1998                  |
| Клочовський Єжи           | Польща          | 1998                  |
| Китастий Віктор           | США             | 1998                  |
| Бжезінський Збіґнєв       | США             | 2006                  |
| Сташис Володимир          | Україна         | 2001                  |
| Балей Петро               | США             | 2001                  |
| Кох Карл                  | Німеччина       | 2001                  |
| Дзюба Іван                | Україна         | 2001                  |
| Омельченко Олександр      | Україна         | 2001                  |
| Ніва Жорж                 | Швейцарія       | 2001                  |
| Одарченко Петро           | США             | 2003                  |
| Вертелецький Володимир    | США             | 2003                  |
| Квасневський Александр    | Польща          | 2005                  |
| Іллєнко Юрій              | Польща          | 2005                  |
| Сергієнко Іван            | Україна         | 2006                  |
| Котлер Філіп              | США             | 2006                  |
| Кретьєн Жан               | Канада          | 2007                  |
| Футей Богдан              | США             | 2008                  |
| Каспер Вальтер            | Ватикан         | 2007                  |
| Коцюбинська Михайлина     | Україна         | 2008                  |
| Кон Мелвін                | США             | 2008                  |
| Ґрачотті Санте            | Італія          | 2008                  |
| Осадчук Богдан            | Німеччина       | 2009                  |
| Сильвестров Валентин      | Україна         | 2011                  |
| Петровський-Штерн Йоханан | США             | 2013                  |
| Гунчак Тарас              | США             | 2013                  |
| Зубов Андрій              | Росія           | 2014                  |
| Алексієвич Світлана       | Білорусь        | 2016                  |
| Вовк Віра                 | Бразилія        | 2017                  |
| Епплбом Енн               | Україна         | 2017                  |
| Варфоломій I              | Туреччина       | 2018                  |
| Чебаник Василь Якович     | Україна         | 2019                  |
| Чолій Евген               | Канада          | 2019                  |